# 上中路
上中路是中華人民共和國上海市徐匯區一條東西走向道路，西起老沪闵路，东至龍吳路，路上有上海中環線。上中路全长1712米，道路始建於中華民国23年（1934年），中華民国29年（1940年）向東延伸。道路名稱來自於上海中学。